# Tschirnhaus-Transformation
Eine Tschirnhaus-Transformation (auch Tschirnhausen-Transformation) ist eine Variablentransformation, die es ermöglicht, algebraische Gleichungen höheren Grades zu vereinfachen.
Die Methode wurde von Ehrenfried Walther von Tschirnhaus 1683 in den Acta Eruditorum erstmals veröffentlicht.

## Beschreibung
Die Gleichung {\displaystyle n}-ten Grades
{\displaystyle f(x)=x^{n}+a_{n-1}x^{n-1}+a_{n-2}x^{n-2}+a_{n-3}x^{n-3}+\dotsb +a_{1}x+a_{0}=0},
wird durch eine Variablentransformation der Form
{\displaystyle y=c_{m-1}x^{m-1}+c_{m-2}x^{m-2}+\dotsb +c_{1}x+c_{0}}
auf die Form
{\displaystyle g(y)=y^{n}+b_{n-1}y^{n-1}+b_{n-2}y^{n-2}+b_{n-3}y^{n-3}+\dotsb +b_{1}y+b_{0}=0}
gebracht.
Ziel ist es, die Koeffizienten {\displaystyle c_{i}} so geschickt auszuwählen, dass einige der Koeffizienten {\displaystyle b_{i}} verschwinden, das heißt gleich 0 sind.

## Berechnung der transformierten Gleichung
Die Bestimmung der Koeffizienten {\displaystyle b_{i}} der transformierten Gleichung ist allgemein möglich, weil die Koeffizienten {\displaystyle b_{i}} symmetrische Funktionen in den Lösungen der Gleichung {\displaystyle f(x)=0} sind. Daher können die Koeffizienten {\displaystyle b_{i}} polynomial durch die elementarsymmetrischen Funktionen in diesen Lösungen ausgedrückt werden.

## Anwendungen

### Lineare Tschirnhaus-Transformation
Schon vor Tschirnhaus war bekannt, dass sich die allgemeine kubische Gleichung durch eine lineare Transformation der Variablen auf eine Normalform ohne quadratischen Term reduzieren lässt (siehe Kubische Gleichung).
Analog kann bei jeder Gleichung {\displaystyle n}-ten Grades der Koeffizient der zweithöchsten Potenz, also {\displaystyle b_{n-1}}, durch eine lineare Transformation {\displaystyle y=x+a_{n-1}/n} zum Verschwinden gebracht werden.

### Quadratische Tschirnhaus-Transformation
Tschirnhaus zeigte, dass eine kubische Gleichung mittels einer quadratischen Transformation auf eine Form {\displaystyle y^{3}-b=0} gebracht werden kann.
Tschirnhaus meinte daher, dass er damit eine allgemeine Lösungsmethode für alle algebraischen Gleichungen gefunden habe, wurde aber schon von Gottfried Wilhelm Leibniz eines Besseren belehrt. Solche Transformationen helfen nicht bei der Lösung von algebraischen Gleichungen höheren als vierten Grades. Der Grund liegt darin, dass man zwar durch Wahl der {\displaystyle c_{i}} die Koeffizienten {\displaystyle b_{i}} für {\displaystyle i=n-1,\dotsc ,1} zum Verschwinden bringen kann, dies jedoch auf ein kompliziertes System von Gleichungen unterschiedlichen Grades zur Bestimmung geeigneter Transformationskoeffizienten {\displaystyle c_{i}} führt. Dabei entsteht am Ende eine Gleichung vom Grad {\displaystyle (n-1)!} (wie Bezout zeigte). Diese ist zwar für {\displaystyle n=4} noch lösbar, wird aber sehr unhandlich für höhere {\displaystyle n}.
Allgemein kann man so in jeder algebraischen Gleichung {\displaystyle n}-ten Grades die Koeffizienten zu den Potenzen {\displaystyle y^{n-1}} und {\displaystyle y^{n-2}} zum Verschwinden bringen (es sei {\displaystyle n>2}): Zunächst bringt man den Koeffizienten zur Potenz {\displaystyle y^{n-1}} durch eine lineare Transformation zum Verschwinden und dann die Koeffizienten zu den Potenzen {\displaystyle y^{n-1}} und {\displaystyle y^{n-2}} durch eine quadratische Transformation. Zur Bestimmung geeigneter Transformationskoeffizienten muss ausgehend von den Gleichungskoeffizienten höchstens eine Quadratwurzel berechnet werden.

### Höhere Tschirnhaus-Transformationen
Der Koeffizient zur Potenz {\displaystyle y^{n-3}} (wobei {\displaystyle n>3} sei) kann zusätzlich zum Verschwinden gebracht werden, wie zuerst Erland Samuel Bring (Lund, 1786) speziell für die Quintik zeigte. Sie lässt sich mit einer Tschirnhaus-Transformation vierten Grades auf die Form
{\displaystyle y^{5}+ay+b=0}
bringen (Bring-Jerrard-Form), und George Jerrard wies 1834 allgemein für Polynomgleichungen höheren als dritten Grades nach, dass man durch eine Variablentransformation vierten Grades die Koeffizienten zu den Potenzen {\displaystyle y^{n-1},y^{n-2}} und {\displaystyle y^{n-3}} zum Verschwinden bringen kann (dabei treten höchstens Kubikwurzeln und Quadratwurzeln in den Koeffizienten auf).
Bei der Bestimmung der Koeffizienten {\displaystyle c_{i}} der Transformation nutzt man aus, dass die Koeffizienten {\displaystyle a_{i}} bzw. {\displaystyle b_{i}} der beiden Gleichungen {\displaystyle f,g} als elementarsymmetrische Funktionen durch die jeweiligen Wurzeln der Gleichungen gegeben sind. Die elementarsymmetrischen Funktionen stehen wiederum über die Newton-Identitäten mit den Potenzsummen der Wurzeln in Verbindung.

### Abwandlungen
Abwandlungen der Methode sind von Charles Hermite und Arthur Cayley untersucht worden und Abhyankar betonte die Nützlichkeit der Betrachtungsweise von Tschirnhaus in der Theorie der Auflösung von Singularitäten. und verwendet eine Verallgemeinerung der Transformation im Beweis des Satzes von Abhyankar und Moh.
William Rowan Hamilton zeigte im 19. Jahrhundert, dass sich die Wurzeln der Gleichung sechsten Grades durch die elementaren algebraischen Operationen und eine algebraische Funktion von zwei Variablen ausdrücken lassen. Beim Polynom siebten Grades war die Reduktion auf eine Funktion mit drei Variablen bekannt und das 13. Problem von Hilbert fragte nach der Auflösung der Wurzeln des Polynoms siebten Grades durch eine Funktion mit zwei Variablen statt mit drei. In der ursprünglichen Formulierung von Hilbert wurde nach einer stetigen Funktion gesucht, was aber durch Wladimir Arnold und Andrei Kolmogorow in den 1950er Jahren widerlegt wurde. Offen blieb die Lösung durch algebraische Funktionen. Hilbert kam auf die Darstellung der Lösung von Polynomen durch algebraische Operationen und algebraische Funktionen in mehreren Variablen 1927 zurück, als er zeigte, dass die Wurzeln eines Polynom neunten Grades mit geometrischen Methoden (kubische Flächen, die wie damals schon bekannt stets 27 Geraden enthalten) durch algebraische Operationen und algebraische Funktionen von mindestens vier Variablen dargestellt werden können. Die Minimalzahl der Variablen wird nach Richard Brauer, der die Reduktion von Polynomen durch verallgemeinerte Tschirnhaustransformationen 1975 untersuchte, als Resolvenzgrad bezeichnet. Die geometrische Methode wurde von Jesse Wolfson und Benson Farb auf Polynome höheren Grades erweitert, indem nach Geraden in den zugehörigen algebraischen Mannigfaltigkeiten mit der Dimension des Resolvenzgrads gesucht wird. Der Resolvenzgrad ist nach ihnen ein Maß für die Komplexität eines Polynoms und die Eingrenzung bzw. Bestimmung des Resolvenzgrads eine Verallgemeinerung und Präzisierung von Hilberts 13. Problem.